# Ратнер, Михаил Аркадьевич
Михаил Аркадьевич Ратнер (род. 10 апреля 1977 года, Томск, Томская область, РСФСР, СССР) — российский футболист и политический деятель. Исполняющий обязанности мэра г. Томска с 13 ноября 2020 года по 18 сентября 2023 года.

## Биография
В 1999 году окончил Томский государственный педагогический университет по специальности «Физическая культура и спорт», в 2002 году окончил Томский государственный университет по специальности «Менеджмент».
Воспитанник томского футбола, играл на позиции защитника. В 1995 году дебютировал за «Томь» во второй лиге чемпионата России. Также играл в нижневартовском «Самотлоре-XXI». Однако карьера профессионального футболиста не сложилась. После её завершения играл в чемпионате области.
В 2001 году был принят в финансово-экономическое управление департамента недвижимости администрации г. Томска на должность главного специалиста.
В 2003 году переведен на должность главного специалиста финансово-экономического комитета департамента недвижимости.
С 2006 года — начальник отдела аренды муниципальной собственности департамента недвижимости администрации г. Томска.
С 2008 года — начальник отдела учёта муниципальной собственности департамента недвижимости.
С 2009 года по 2010 год — председатель комитета управления муниципальной собственностью департамента недвижимости администрации г. Томска.
С 2010 года — заместитель начальника департамента недвижимости.
C апреля 2013 года по июнь 2014 года — и. о. начальника департамента недвижимости администрации г. Томска.
С июня 2014 года по ноябрь 2017 года — начальник департамента управления муниципальной собственностью администрации г. Томска.
С 10 января 2017 года — и. о. заместителя мэра Томска по экономическому развитию и инновациям.
С 13 ноября 2017 года по 23 апреля 2024 года — заместитель мэра Томска по экономическому развитию и инновациям.
С 13 ноября 2020 года по 18 сентября 2023 года — и. о. мэра Томска (в связи с арестом главы города Ивана Кляйна).
С 17 февраля 2025 года — заместитель губернатора Томской области по агропромышленной политике и природопользованию.